# Антилия

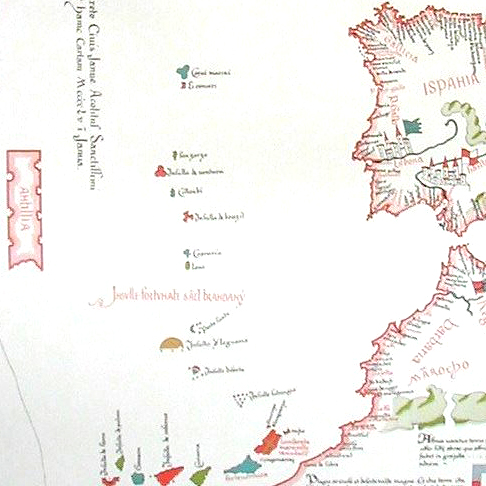
Антилия (слева) на карте Бартоломео Парето (1455).

Антилия (Antillia) — остров-призрак, изображавшийся на картах XV века (портуланах) в виде вытянутого с севера на юг прямоугольника в Атлантическом океане к западу от Пиренейского полуострова.
Большой прямоугольный остров Антилия впервые появляется на портулане венецианского картографа Джованни Пиццигано в 1424 году. Последующие картографы, меняя состав и названия лежащих окрест «новооткрытых островов», придавали самой Антилии берега, изрезанные семью бухтами, на берегу каждой из которых изображалось по городу (см. Семь заморских городов). До открытия испанцами Америки Антилия изображалась размером с Португалию, на расстоянии в 200 миль к западу от Азорских островов. Впоследствии это название закрепилось за Антильскими островами, принятыми испанскими первооткрывателями за легендарный остров.
Регулярное появление Антилии на морских картах XV века привело к предположению, что этот остров может изображать Американский континент. В силу этого Антилия часто упоминается современными исследователями доколумбовых трансокеанских контактов Европы с Америкой.

## Проблема этимологии

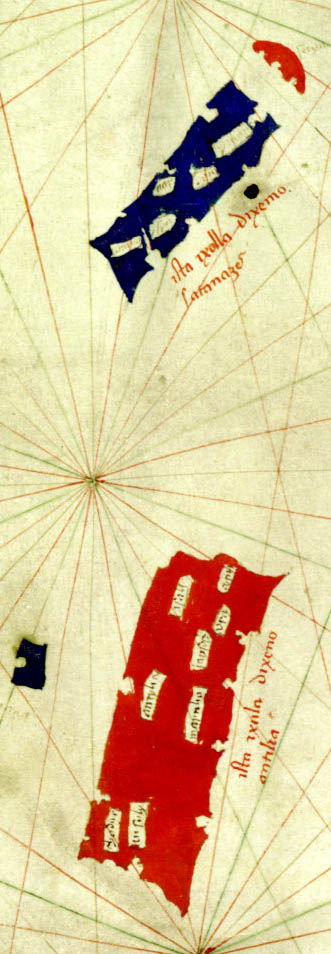
Портулан Джованни Пиццигано 1424 года, первое изображение Антилии (большой красный прямоугольник), Ройлло (маленький синий остров на западе), Острова Сатаны (большой синий прямоугольник на севере) и Сайи (маленький красный островок на самом севере)

Слово Антилия (Antillia), вероятно, произошло от португальского «Ante-Ilha» («Остров Других», «Остров Напротив»). Считалось, что остров находился прямо «напротив» материковой Португалии. Его изначальный размер и прямоугольная форма являлись почти зеркальным отражением самой Португалии. Также есть мнение, что слово «Ante-Ilha» связано по смыслу с другим латинским словом «Aprositus» («Недоступный», Птолемей так назвал один из Блаженных островов).
Другие считают эту версию неверной, потому что корень «Ante-» означает, что остров находится напротив другого острова, а не материка. В результате альтернативных теорий о происхождении слова предостаточно. Некоторые даже утверждают, что Антилия — это неверно транскрибированная отсылка к Атлантиде Платона.
По ещё одной недавней гипотезе «Антилия» означает «перед Туле». А так как легендарный остров Туле, вероятно, был полумифической ссылкой на Исландию, то Антилия могла быть Ирландией. Но эта теория выглядит безосновательной, так как Ирландия (Хиберния) в XV веке была хорошо известна и изображалась на картах.

## Антилия на картах
Некоторые историки пытаются разглядеть упоминание об Антилии на карте Пиццигани 1367 года. Одну из надписей на этом портулане историки девятнадцатого века перевели как «статуи на берегу Атулии» (ante ripas Atulliae), за которые моряки не должны заплывать. За таинственной Атулией было соблазнительно увидеть Антилию. Однако впоследствии было доказано, что правильное чтение — «статуи Геркулеса» (Arcules), т.е. это отсылка к Геркулесовым столбам, а не к Антилии.
Впервые Антилия появляется на портулане венецианского картографа Джованни Пиццигано (1424) в составе группы из четырех островов, лежащих далеко в Атлантическом океане примерно в 750 милях к западу от Португалии. Пиццигано изобразил Антилию как большой прямоугольный остров размером с Португалию с семью бухтами. К северу от неё располагался легендарный остров Сатаны (Satanazes), увенчанный небольшим островком Сайя (Saya). На западе от Антилии находился остров Ройлло (Royllo). Эти острова объединяют в так называемую группу Антилии. Как правило, последующие картографы изображали вместе с Антилией и эти три острова, произвольно варьируя их названия и взаимное расположение.
Известно 23 картографических изображения Антилии, последнее из которых датируется 1508 годом (карта Иоганнеса Рюйша, где остров Сатаны был заменён на остров Демонов). Было проведено несколько экспедиций с целью найти остров, и даже Колумб планировал сделать остановку на этом острове по пути в Азию. После 1492 года, когда была открыта Америка и создан глобус «Земное яблоко», Антилия всё реже появляется на картах. В XVI веке её начинают отождествлять с азорским островом Сан-Мигел (хотя их очертания вовсе не схожи).